# Jeeves fa una frittata
Jeeves fa una frittata (Jeeves Makes an Omelette) è un racconto del 1958 dello scrittore inglese P. G. Wodehouse.

## Storia editoriale
La storia editoriale di Jeeves fa una frittata è complessa. Il racconto è stato pubblicato in volume nella raccolta A Few Quick Ones (Un grosso affare) nel 1959 ; in precedenza era apparso nella rivista canadese Toronto Star del 22 agosto 1958, sebbene in una versione leggermente ridotta rispetto a quella contenuta nella suddetta raccolta. La vicenda del racconto — Bertie incaricato da sua zia Dahlia di rubare e distruggere un dipinto — è lo stesso di un racconto intitolato "Doing Clarence a Bit of Good", pubblicato nella rivista britannica The Strand Magazine del maggio 1913 e nella rivista statunitense Pictorial Review dell'aprile 1914 con il titolo "Rallying Round Clarence", e di cui, accanto a Jeeves, era protagonista Reggie Pepper, un prototipo di Bertie Wooster.
In italiano sono note due versioni del racconto, la prima ad opera di Sario Agnati, la successiva ad opera di Dolores Musso

## Trama
Bertie Wooster riceve per telefono da sua zia Dahlia Travers l'ordine di recarsi da lei in un paesino dello Hampshire dove sorge Marsham Manor, l'abitazione di Cornelia ed Everard Fothergill, lei famosa scrittrice di romanzi rosa, lui famoso pittore. La zia, che dirige il settimanale femminile Milady's Boudoir, vuole convincere Cornelia Fothergill a cederle i diritti del suo nuovo romanzo da pubblicare a puntate sul Boudoir. Il compenso richiesto dalla Fothergill è eccessivo, ma la scrittrice sarebbe disposta ad accettare l'offerta di zia Dahlia se qualcuno facesse sparire un quadro che suo suocero Edward Fothergill, pittore dilettante incapace, ha loro donato come regalo di nozze. Il quadro innervosisce e deprime soprattutto Everard il quale però, poiché è affezionato al padre e non vuole ferirlo, non può staccare il quadro dal muro e riporlo in cantina. Zia Dahlia vuole perciò che Bertie rubi e distrugga il dipinto del vecchio, lasciando dei segni di effrazione tali da far credere che il furto è avvenuto ad opera di una banda di ladri molto attiva nelle vicinanze. Bertie vorrebbe rifiutare l'incarico, ma la zia lo ricatta: se non porterà a termine il compito la zia non lo inviterà più in casa sua a gustare i pranzi cucinati da Anatole, il sommo cuoco francese della famiglia Travers.
Bertie esegue il furto; con l'aiuto di Jeeves e zia Dahlia la tela rubata viene tagliata a pezzettini per essere bruciata, quando Jeeves nota su uno dei pezzettino la firma "Everard Fothergill". Bertie ritiene di non aver rubato il quadro sbagliato; si dirige nuovamente di nascosto a controllarne quando si imbatte nel vecchio Edward il quale, pentito di aver regalato al figlio il dipinto da lui più amato, lo ha appena rubato. Ora il dipinto del vecchio Edward è sparito; ma il dipinto del figlio Everard è stato distrutto, un evento che certamente sconvolgerà Cornelia la quale non cederà certamente il suo romanzo a zia Dahlia. Il suggerimento di Jeeves risolverà la situazione: si dovrà simulare in modo convincente un furto da parte di una banda di ladri e, per escludere la colpevolezza degli ospiti, Bertie dovrà essere percosso in modo che i Fothergill pensino che sia stato ferito dai ladri sorpresi durante il furto. Prima che faccia obiezioni, Bertie viene perciò colpito col bastone del gong e sviene. Più tardi si sveglia con un tremendo mal di testa accudito da zia Dahlia la quale gli dice che Cornelia, grata a Bertie per il coraggio con cui ha affrontato i ladri, ha venduto i diritti del romanzo a una cifra molto bassa. Zia Dahlia si rammarica per la violenza esercitata su Bertie, ma non si può fare una frittata senza rompere le uova. Bertie si rivolge a Jeeves chiedendogli però di trovare, d'ora in poi, il modo il fare una frittata senza rompere le uova. Jeeves risponde che lo terrà a mente.

## Personaggi
- Bertie Wooster è l'io narrante. Come nelle precedenti opere di Wodehouse, Bertie è un giovin signore gentile e disponibile, desideroso di aiutare la Zia Dahlia; spesso maldestro, si affida ai consigli del suo valletto Jeeves.
- Jeeves, valletto di Bertie Wooster, impeccabile e onnisciente, in grado di risolvere tutte le situazioni nelle quali si sono cacciati il suo padrone o i suoi amici.
- Zia Dahlia, la zia preferita di Bertie, dirige il settimanale femminile Milady's Boudoir. Zia Dahlia è sposata con Tom Travers. Nella famiglia Travers è impiegato lo straordinario cuoco francese Anatole, utilizzato da zia Dahlia per ricattare il nipote e spingerlo ad aiutarla. Per raggiungere i suoi obiettivi, infatti, la zia non esita a ricorrere a metodi disonesti come il furto con scasso e il ricatto.
- Cornelia Fothergill, scrittrice specializzata in storie d’amore per il pubblico femminile.
- Everard Fothergill, marito di Cornelia Fothergill, distinto pittore professionista, alcune sue opere sono esposte alla Tate.
- Edward Fothergill, padre di Everard Fothergill, pittore dilettante incapace, autore di un quadro, raffigurante una Venere pingue e poco vestita, che deprime il figlio Everard.
- Tom Travers, marito di Zia Dahlia; per Bertie: «È ricco come un Creso ma, come tanti fra i nostri più facoltosi cittadini, odia spendere».
- Anatole, cuoco francese della famiglia Travers. Per Bertie, gli arrosti e i bolliti di Anatole «sono veri e propri doni degli dei per i nostri succhi gastrici».

## Critica
In molti racconti e romanzi di Wodehouse è frequente trovare frequenti riferimenti alle vicende dei racconti di Sherlock Holmes e spesso il linguaggio di Bertie, l'io narrante, è una parodia dello stile del Dottor Watson, l'io narrante delle avventure del celebre detective. Questo racconto, è uno di questi, come si osserva peraltro già dall'incipit: «Nei tempi inquieti in cui viviamo, qualsiasi persona ragionevole si sarà probabilmente resa conto che occorrerebbe prendere una posizione drastica con le zie. [...] il mio ricordo correrebbe al sinistro episodio di mia zia Dahlia e della Venere di Fothergill, da cui solo ora mi sto riprendendo lentamente. Se mi bisbigliate all’orecchio le parole "Marsham Manor", tremo ancora come una foglia».

### Edizioni
- (EN) Jeeves Makes an Omelette, in A Few Quick Ones, 1ª ed., New York, Simon & Schuster, 1959.
- (EN) Jeeves Makes an Omelette, in A Few Quick Ones, 1ª ed., London, H. Jenkins, 1959.
- Jeeves fa una frittata, in Qualche storia spiccia, traduzione di Sario Agnati, Milano, F. Elmo, 1962.
- Jeeves fa una frittata, in Un grosso affare, traduzione di Dolores Musso, Parma, U. Guanda, 2007, ISBN 978-88-8246-032-7.

### Fonti critiche
- (EN) Nigel Cawthorne, A Brief Guide to Jeeves and Wooster, London, Constable & Robinson, 2013, ISBN 978-1-78033-824-8.
- (EN) David A. Jasen, P.G. Wodehouse: a portrait of a master, New York, Mason & Lipscomb, 1974, ISBN 0884050106.
- (EN) Daniel H. Garrison, Who's Who in Wodehouse, nuova edizione aggiornata e ampliata, London, Constable & Robinson, 1991  [1989], ISBN 1-55882-087-6.
- (EN) Eileen McIlvaine, Louise S. Sherby e James H. Heineman, P. G. Wodehouse: A Comprehensive Bibliography and Checklist, New York, James H. Heineman Inc., 1990, ISBN 978-0-87008-125-5.
- (EN) Richard J. Voorhees, P. G. Wodehouse, New York, Twayne Publishers, 1966,  pp. 164-165, ISBN 0805715762.